# 苏族
苏族（法語：Sioux），是北美平原印第安人中的一个民族。广义的苏族可以指任何语言属于印第安语群苏语组的人。
苏族人主要分为三大部分：
- Isanti：（意为“刀”，名称来源于明尼苏达湖）居住在达科他州和明尼苏达州的东端以及爱荷华州北部。通常称为桑蒂（Santee）或东达科他（Eastern Dakota）。
- Ihanktowan(a)：（意为“尽头处的(小)村庄”）住在明尼苏达河流域，他们被认为是中部苏族，通常称为杨克顿（Yankton）或西达科他（Western Dakota）。
- Teton或Tetonwan ：（意或为大草原上的居民），是西部苏族，以捕猎和战斗文化而闻名，常被称为拉科塔，他们于2007年宣布自美国独立[2]。

苏族人原居北美五大湖以东地区，务农，主要种玉米。有过图画文字，崇拜太阳。十九世纪初以来，由于殖民者与白人的压迫和屠杀，部分西迁到大草原，曾一度组成“草原大联盟”。后来，部分又被迫辗转迁徙，终于被集中到南达科他、北达科他等州几个瘠小的印第安保留地，现存约17万人。

## 延伸阅读
- Chaky, Doreen. . University of Oklahoma Press. 2014. ISBN 9780870624148.
- Hassrick, Royal B. . University of Oklahoma Press. 1977. ISBN 0-8061-0607-7.
- Gibbon, Guy E. . Blackwell. 2003. ISBN 1-55786-566-3.
- McLaughlin, Marie L. . BiblioBazaar. 2010. ISBN 978-1-141-80554-9.
- Hyde, George E. . University of Oklahoma Press. 1993. ISBN 0-8061-2483-0.
- Standing Bear, Luther; Brininstool, E A. . University of Nebraska Press. 2006. ISBN 0-8032-9332-1.
- In the Shadow of Wounded Knee （页面存档备份，存于） August 2012 National Geographic (magazine) with Reservation map history （页面存档备份，存于）